# Ypsilon4 Eridani
Ypsilon⁴ Eridani (υ⁴ Eri) – gwiazda podwójna w gwiazdozbiorze Erydanu, odległa od Słońca o około 178 lat świetlnych.

## Nazwa
Gwiazda ta nie ma nazwy własnej. Dawniej nazwę Beemim lub Theemin odnoszono do siedmiu gwiazd, od υ¹ Eri do υ⁷ Eri. Nazwa przypuszczalnie wywodziła się od arabskiego ‏التوأم‎ Al Tau᾽am, co oznacza „bliźnięta” i odnosiła do par gwiazd w tej grupie. Międzynarodowa Unia Astronomiczna w 2017 roku formalnie zatwierdziła użycie nazwy Theemin dla określenia gwiazdy υ² Eri, a Beemim dla υ³ Eri.

## Charakterystyka
Jest to gwiazda spektroskopowo podwójna o nietypowym składzie, wzbogacona m.in. w rtęć i mangan. Jej składniki to gorące, białobłękitne gwiazdy ciągu głównego należące do typu widmowego B9. Każda z nich ma masę około trzykrotnie większą niż masa Słońca i ponad dwukrotnie większy promień. Dzieli je odległość kątowa 1,902″ ± 0,06″, okrążają wspólny środek masy w czasie 5,01 doby i wykazują obrót synchroniczny. Półkula każdej z gwiazd odwrócona od towarzyszki ma plamy wzbogacone w niektóre pierwiastki i przeciwną polarność pola magnetycznego niż półkula zwrócona ku drugiej gwieździe.
Gwiazda ma także optycznych towarzyszy, prawdopodobnie niezwiązanych z nią.